# Alessio Filantropeno
Alessio Filantropeno (in greco Αλέξιος Φιλανθρωπηνός?; 1270 circa – anni '40 del XIV secolo) fu celebre nell'impero bizantino nel XIV secolo per le sue imprese. Combatté le prime Guerre bizantino-ottomane, ottenendo alcuni degli ultimi successi bizantini contro gli emirati turchi in Asia Minore.

## Giovinezza e famiglia
Alessio era secondogenito del protovestiario e mega domestico Michele Tarcaniota. Sua madre, il cui nome è sconosciuto, apparteneva alla nobile famiglia dei Filantropeni, la cui importanza era aumentata nell'ultima metà del XIII secolo. Ella era la figlia del prōtostratōr e megas doux Alessio Ducas Filantropeno, in onore del quale Alessio venne chiamato così. Alessio era anche imparentato per via paterna con la famiglia imperiale, tramite sua nonna, Marta Paleologa, sorella dell'imperatore bizantino Michele VIII Paleologo (1259-1282). Alessio sposò Teodora Acropolita, figlia di Costantino Acropolite e pronipote dello storico Giorgio Acropolite. Ebbero un figlio, Michele Filantropeno.

## Campagne in Asia e rivolta
Il basileus Andronico II Paleologo (1282–1328) era interessato a difendere i possedimenti bizantini in Asia Minore dalle invasioni degli emirati turchi nei primi anni 1290, e nominò Alessio doux del thema del Thrakesion, conferendogli l'alto titolo di corte di pinkernēs. Alessio comandò così tutti i possedimenti bizantini in Asia, tranne la costa ionica. Nei due anni successivi, Alessio ottenne alcune vittorie nella valle del fiume Meandro, riuscendo a fermare le incursioni turche e ad avanzare nell'emirato di Menteshe, riconquistando la fortezza di Melanoudion. Molti Turchi si unirono al suo esercito, e vennero fatte prigionieri molte persone durante le sue campagne, il monaco e studioso Massimo Planude, amico di Alessio, scrisse che "una pecora costava di più di un prigioniero musulmano".
Nell'autunno del 1295, Alessio si ribellò ad Andronico, non si sa il perché, la rivolta venne alimentata dal malcontento delle province asiatiche a causa dell'elevata tassazione. La sua ribellione certamente ebbe il sostegno della popolazione: sostiene Giorgio Pachimere, "nei monasteri [..], il nome dell'imperatore non era più commemorato, ma solo quello di Filantropeno." Alessio catturò Teodoro Paleologo, il fratello dell'Imperatore, ma poi tergiversò, dando tempo all'imperatore di reagire. Le Negoziazioni iniziarono, con Andronico che offriva ad Alessio il titolo di cesare per dargli un falso senso di sicurezza, mentre si preparava a sbarazzarsi di lui. Intorno a natale, il governatore di Neokastra, protovestiario Livadario, che era fedele ad Andronico, persuase alcuni soldati Cretesi a catturare e accecare Alessio, la punizione usuale per i ribelli.

## Salvataggio di Filadelfia
Alessio venne sostituito come comandante da Giovanni Tarcaneiote, e scomparve dalla scena per 30 anni. I suoi successori furono a lui inferiori, dal 1323 i territori bizantini in Asia si erano ridotti di molto. Per questo il patriarca di Costantinopoli Isaia chiese ad Andronico di riaffidare il comando all'ormai vecchio generale. Un disperato Andronico accettò e perdonò Alessio nel 1324. A Alessio venne affidato il compito di liberare l'enclave di Filadelfia, che era sotto assedio da molto tempo e stava per cadere in mano nemica. Non gli venne affidato nessun esercito, ma secondo i cronisti bizantini, la mera notizia dell'avvicinarsi di Alessio e il rispetto che i Turchi provavano verso di lui, fu sufficiente a far abbandonare l'assedio al nemico. Alessio venne nominato governatore della città, carica che detenne fino al 1327.

## Campagna a Lesbo
Nel 1335 la strategica isola di Lesbo fu conquistata da un esercito latino comandato dal signore genovese di Focea, Domenico Cattaneo. L'imperatore Andronico III Paleologo (1328-1341) affidò una flotta di 83 navi a Alessio Filantropeno per recuperare l'isola, la quale arrivò nel giugno del 1336. Alessio in breve tempo riconquistò l'intera isola tranne la capitale, Mitilene. L'assedio durò fino a novembre, quando Domenico capitolò, restituendo Lesbo e Focea all'impero bizantino. Alessio, con esuberanza elogiato dai contemporanei come Niceforo Gregora (che lo definì il "Belisario dell'era Paleologa" venne nominato da Andronico III governatore dell'isola, dove visse fino alla sua morte, che avvenne probabilmente negli anni '40.

## Nella letteratura
- Emanuele Rizzardi, "L'usurpatore", Assobyz Editore, 2020. Romanzo basato sulle vicende romanzate di Alessio Filantropeno